# Мулдахметов, Зейнолла Мулдахметович
Зейнолла Мулдахметович Мулдахметов (каз. Зейнолла Молдахметұлы Молдахметов; 3 августа 1933, Жамбылский район, Северо-Казахстанская область, КазССР, СССР) — советский и казахский химик, доктор химических наук (1972), профессор (1974), академик АН Казахской ССР (1989), заслуженный деятель науки РК (1993). Директор Института органического синтеза и углехимии.

## Биография
Родился 3 августа 1933 года в селе Октябрь Пресновского района Северо-Казахстанской области.
Окончил физико-математический факультет Алма-Атинского педагогического института им. Абая (1956) и аспирантуру Московского института тонкой химической технологии им. М. В. Ломоносова. В 1963 г. защитил кандидатскую диссертацию «Исследование линий второго порядка в колебательных спектрах молекул».
- 1963—1965 преподаватель кафедры физической химии Казахского государственного университета им. С. М. Кирова, проректор Целиноградского педагогического института;
- 1965—1974 старший научный сотрудник, заведующий лабораторией спектроскопии Химико-металлургического института АН КазССР;
- 1974—1975 проректор по научной работе Карагандинского государственного университета;
- 1975—1980 ректор Казахского химико-технологического института (Чимкент);
- 1980—1988 ректор Карагандинского государственного университета;
- 1988—2002 академик-секретарь Центрально-Казахстанского отделения НАН РК,
- с 1991 г. одновременно директор Института органического синтеза и углехимии.
- с 1998 г. ректор Казахстанско-Российского университета.

При его активном участии в Караганде были созданы научные институты комплексного освоения недр, прикладной математики, рыночных отношений, фитохимии (1995).
Доктор химических наук (1972), профессор (1974). Докторская диссертация:
- Исследование особенности строения молекул ʆ-окисных соединений : диссертация … доктора химических наук : 02.00.00. — Караганда, 1972. — 303 с. : ил.

С 1983 г. — член-корреспондент, с 1989 г. — академик АН КазССР. С 1992 г. академик НАН РК.
Лауреат премии им. академика Е. А. Букетова 2005 года — за теоретические исследования в области переработки сырья органического происхождения.

## Основные научные работы
Автор более 250 научных работ, из них 5 монографий. Основные направления: фотохимия и фотофизика органических молекул, теоретическая и прикладная спектроскопия, квантовая химия и учение о реакционной способности органических молекул.
Сочинения:
- Оптические и магнитные свойства триплетного состояния / З. М. Мулдахметов, Б. Ф. Минаев, Г. А. Кецле. — Алма-Ата : Наука, 1983. — 263 с. : ил.; 20 см.
- Квантовая электрохимия алкалоидов / З. М. Мулдахметов, М. Ж. Журинов, Б. Ф. Минаев; АН КазССР, Ин-т орган. синтеза и углехимии, Караганд. гос. ун-т. — Алма-Ата : Наука, 1986. — 173,[1] с. : ил.; 21 см.
- Теория электронного строения молекул : (Новые аспекты) / З. М. Мулдахметов, Б. Ф. Минаев, С. А. Безносюк; АН КазССР, Ин-т орган. синтеза и углехимии, Караганд. гос. ун-т. — Алма-Ата : Наука КазССР, 1988. — 215,[1] с. : ил.; 22 см; ISBN 5-628-00040-X
- Спектроскопия комбинационного рассеяния света / А. В. Бобров, З. М. Мулдахметов. — Алма-Ата : Наука, 1981. — 151 с. : ил.; 20 см.
- Спектральные характеристики шиффовых оснований : Справочник : [В 2 ч.] / Б. У. Минбаев, З. М. Мулдахметов ; АН Респ. Казахстан. Центр.-Казахст. отд-ние. Ин-т орган. синтеза и углехимии, М-во нар. образования Респ. Казахстан. Каз. политехн. ин-т им. В. И. Ленина. — Алма-Ата : Гылым, 1992. — 20 см. Ч. 1. — 1992. — 215 с.; ISBN 5-628-01242-4 Ч. 2. — 1992. — 219 с.; ISBN 5-628-01243-2

## Награды
- 1970 — Медаль «За трудовую доблесть»
- 1981 (17 июня) — Орден «Знак Почёта»
- 1986 — Орден Трудового Красного Знамени
- 1993 — присвоено почетное звание «Заслуженный деятель науки Республики Казахстан»
- 1998 — Медаль «Астана»
- 2001 (22 августа) — присвоено почетное звание «Почётный гражданин города Караганды»
- 2006 (8 декабря) — Орден Парасат
- 2013 (13 декабря) — Орден Достык 2 степени РК[2]
- 2019 (10 декабря) — присвоено почетное звание «Почётный гражданин Карагандинской области»
- Правительственные медали, в том числе:
  - Медаль «50 лет Целине»
  - Медаль «10 лет Конституции Республики Казахстан» (2005)
  - Медаль «20 лет независимости Республики Казахстан» (2011)
  - Медаль «20 лет Конституции Республики Казахстан» (2015)
  - Медаль «25 лет независимости Республики Казахстан» (2016) и др.

## Семья
Сын — Мулдахметов, Марат Зайнуллович (р. 1957), доктор химических наук (2003).